# Gold Star Studio
Die Gold Star Studios waren unabhängige Tonstudios in Hollywood, in denen ab 1950 wichtige Produktionen für die Popmusik stattfanden, von denen einige zu Evergreens wurden. Die Studios hatten ihren Sitz unter der Adresse 6252 Santa Monica Boulevard, Los Angeles und wurden 1984 geschlossen. 

## Gründungsphase
Die Gründer Stanley „Stan“ Herbert Ross (* 15. Dezember 1928, † 11. März 2011) und David S. Gold (* 1929) waren ausgebildete Toningenieure. Ross arbeitete seit 1946 als angestellter Toningenieur für die Electro-Vox-Studios (gegründet 1931). Hier war er verantwortlich für T. Texas Tylers Aufnahme von Deck of Cards im Dezember 1947. Als ihm Studioinhaber Bert B. Gottschalk 1949 eine Gehaltserhöhung versagte, begann Ross mit der Gründung eines eigenen Studios. Im Oktober 1950 fanden Ross und Mitgründer am 6252 Santa Monica Blvd., direkt an der Route 66, eine ehemalige Zahnarztpraxis für eine monatliche Miete von 175 Dollar. Toningenieur Larry Levine kam 1952 hinzu. Gold konstruierte Studiotechnik wie Mischpulte und zwei Echokammern, je 5,50 m lang. Ab Anfang 1956 gab es Studio A, das für die großen Tonaufnahmen vorgesehen war, und Studio B, das eher für einfache und Demoaufnahmen konzipiert wurde. In Fachkreisen entwickelte sich für die Gold Star Studios (Name gebildet aus den Nach- und Vornamen der Partner) der Ruf des Königs der Demos („King of the Demos“).
Einige der frühen Jazz-Aufnahmen in den neuen Studios entstanden für das Gerry Mulligan & Chet Baker Quartet, als sie hier am 15./16. Oktober 1952 sechs Titel einpegeln ließen. Sie kehrten am 24. Februar 1953 zurück, um die LP The Original Mulligan Quartet zu komplettieren. Das Bobby Troup Quintet nahm hier am 28. Januar 1955 insgesamt 12 Titel für die LP Bobby Troup Sings Johnny Mercer auf. Bobby Troup, Komponist des vielgecoverten Road-Songs (Get Your Kicks on) Route 66, sang hier nahe der Route 66.

Eddie Cochran (fehlerhaft als „Eddie Cockern“ bezeichnet) - Demoaufnahme vom April 1956

Am 4. April 1956 erschienen im Studio Eddie und Hank Cochran sowie Jerry Capehart, um 5 Demoaufnahmen zu machen. Die Studios wurden zu einem musikalischen Mittelpunkt für Chochrans Karriere, denn hier standen sie in 43 Aufnahmesessions – vorzugsweise im kleineren Studio B wegen seiner Akustik – vor den Mikrofonen. Für Cochran war die Kombination von hohem Standard der Aufnahmetechnik und niedrigen Studiogebühren sehr wichtig. Die ersten Demos erregten die Aufmerksamkeit von Liberty Records, die ihm am 8. September 1956 einen Plattenvertrag anboten. Bis Dezember 1956 entstanden bei Gold Star mit Cochran die Titel Teenage Cutie, Never, Sweetie Pie und Mighty Mean, im März 1957 wurden One Kiss / Mean When I’m Mad aufgenommen. Cochran nahm unter verschiedenen Pseudonymen auf, etwa als Lee Denson am 27. April 1957 New Shoes; dann aber zwischen Mai und August 1957 entstanden 15 Titel, darunter Drive-In Show und Twenty-Flight Rock. Im September 1957 braucht er 32 Takes für Ah, Pretty Girl, das damals unveröffentlicht geblieben war. Im November 1957 nimmt Al Casey – späteres Mitglied der Studiomusiker The Wrecking Crew unter seinem Namen den Rockabilly-Titel Willa Mae mit Cochran auf.
Der für das Studio erste Millionenseller Summertime Blues entstand mit starken Echoeffekten am 28. März 1958 auf der Grundlage der Ideen von Eddie Cochran und Capehart in Eddies Appartement. Sie zahlten 350 Dollar für 3 Stunden Studiozeit mit Earl Palmer am Schlagzeug und lieferten inhaltlich und zeitlich einen echten Sommerhit ab. Cochrans Gruppe bestand aus Connie „Guybo“ Smith (Kontrabass) und abwechselnden Schlagzeugern (Earl Palmer). Am 9. Oktober 1958 entstand C’mon Everybody, am 10. Oktober 1958 waren 15 Takes für Let’s Get Together nötig, noch im November 1958 wurde sein Hit Nervous Breakdown verewigt. Es folgten die Hits Teenage Heaven (17. Januar 1959), Somethin‘ Else / Boll Weevil Song (23. Juni 1959), Strollin’ Guitar (26. August 1959), Little Angel / My Love to Remember (29. August 1959), Hallelujah! I Love Her So (31. August 1959) oder Little Angel (23. Oktober 1959). Cochrans letzte Studioaufnahme vor seinem Tod fand am 8. Januar 1960 bei Gold Star statt, als mit Three Steps to Heaven / Cherished Memories / Cut Across Shorty (21 Takes) drei Titel verewigt wurden.
Auch Ritchie Valens war eine kurze Karriere beschieden. Er wurde im Mai 1958 entdeckt und stürzte im Februar 1959 mit dem Flugzeug ab. Im Studio seines Entdeckers Bob Keane nahm Valens im Mai 1958 insgesamt 19 Tracks auf. Valens kam erstmals am 28. Juni 1958 für Come on, Let’s go / Framed zu den Gold Star Studios. Im Juli 1958 sang er hier Donna als Overdub, weil das backing track zuvor in Bob Keanes Studio entstanden war. Es handelte sich um die erste Aufnahme mit einem Flanger (automatisches double Tracking); La Bamba und Now You’re Gone folgten bei Gold Star (23. September 1958). Bei La Bamba wirkten Ernie Freeman (Piano), René Hall (Danelektrobass), Buddy Clark (Kontrabass), Carol Kaye (Rhythmusgitarre) und Earl Palmer (Schlagzeug) mit. Cry Cry Cry (25. September 1958), In A Turkish Town (25. November 1958; Take 15) folgten. Auch Rockabilly-Star Johnny Burnette fand sich hier ein, als er am 11. Dezember 1958 Me And The Bear einpegeln ließ.
Phil Spector betrat erstmals die Gold Star Studios im Mai 1958 als Interpret der Teddy Bears. Stan Ross nahm das Gesangstrio am 20. Mai 1958 mit dem Titel Don’t You Worry My Little Pet auf, der als Demoband gedacht war. Am 10. Juli 1958 kehrten sie zurück, um für 75 Dollar in einer 2-stündigen-Session den Titel To Know Him is to Love Him aufzunehmen. Das zuerst aufgenommene Stück wurde als A-Seite ausgewählt, der zweite Titel als B-Seite verwandt. Erst als im September 1958 ein Radio-Discjockey die B-Seite To Know Him... spielte, bestellte eine Vertriebsfirma in Minneapolis 18.000 Stück von der Single, am 29. Oktober 1958 erschienen die Teddy Bears in American Bandstand – der Weg zum Millionenseller war frei. Spector, dessen Gruppe sich noch 1959 auflöste, sollte wenige Jahre später als Musikproduzent wieder zurückkehren.
Am 23. Dezember 1957 erschienen erstmals die Champs in den Gold Star Studios und nahmen 4 Titel auf, darunter die Instrumentalaufnahme Tequila (veröffentlicht am 15. Januar 1958; #1), seitdem waren sie hier Dauergast bei weiteren 32 Sessions. Hits kamen außer dem El Rancho Rock (24. Februar 1958; #30) jedoch nicht mehr heraus. Jerry Wallace betrat erstmals am 29. Januar 1958 die Studios und kehrte noch für 5 weitere Sessions zurück. Country-Sänger Bobby Bare stand hier am 13. Juni 1958 vor den Mikrofonen, um die Single Tender Years / Vampira einzuspielen.
Bobby Days einziger Hit Rock-in’ Robin (September 1958; #2) entstand ebenfalls hier. Ein technischer Meilenstein war das Phasing bei Miss Toni Fisher und ihrem ungewöhnlich klingenden Hit The Big Hurt (November 1959; #3), der den Höreindruck eines Radioempfangs über Kurzwelle mit starkem Fading vermittelt. Dieser Eindruck entsteht durch den erstmals eingesetzten Audio-Effekt des Phasing durch Flanging. Im Juli 1961 kam Spector mit den Paris Sisters ins Studio, um I Love How You Love me zu produzieren. Chris Montez ließ das backing track für seine Tanzplatte Let’s Dance (August 1962 #4) bei Gold Star produzieren und ging für die Gesangs-Overdubs zu Western Recorders. Dick Dale & His Del-Tones hat seine Surf-Instrumentalmusik mit der charakteristischen Fender Stratocaster bei Gold Star und den Original Sound Studios Hollywood ab November 1961 aufgenommen. Die Cascades wurden bei ihrem Welthit Rhythm of the Rain von Glen Campbell (Gitarre), Carol Kaye (Bass) und Hal Blaine (Schlagzeug), also Musikern der Wrecking Crew, begleitet. Die beigemischten Donner- und Regengeräusche waren die Idee von Produzent Barry De Vorzon der im November 1962 veröffentlichten Aufnahme.

## Phil Spector und der Wall of Sound
Der Begriff Wall of Sound wird in der Musikindustrie eng assoziiert mit den Gold Star Studios, und zwar konkret mit Studio A und der Ampex 350. Spector war einer der ersten Musikproduzenten, die ein Tonstudio als eigenständiges Musikinstrument ansahen. Spectors erste Aufnahme bei Gold Star im Rahmen des Wall of Sound war He’s a Rebel von den Crystals am 13. Juli 1962. Es war Jack Nitzsches erstes Arrangement für Spector und erster Nummer-eins-Hit für das neu gegründete Philles-Plattenlabel. Da sich Stan Ross in Urlaub befand, arbeitete Larry Levine als Toningenieur – eine Rolle, die Nitzsche und Levine für Spector beibehielten.
Ab dem 5. Juli 1963 wurde das wohl beste Produkt des Wall of Sound aufgenommen, Be My Baby von den Ronettes. Mit Hal Blaine und Earl Palmer waren gleich zwei Schlagzeuger zugegen, Carol Kaye und Ray Pohlman spielten Bass, gleich 4 Gitarren (Billy Strange, Tommy Tedesco, Barney Kessel und Bill Pitman) und 4 Keyboards (Leon Russell, Larry Knechtel, Al De Lory und Don Randi) führten zu einer bisher nicht gekannten Sounddichte. Komplettiert um Kastagnetten und Maracas, ist der Song der erste, bei dem Spector auch eine vollständige Geigensektion einsetzte. 42 Takes in einer vierstündigen Session waren nötig, um Spector zufrieden zu stellen. Der Hit verkaufte nach seiner Veröffentlichung im August 1963 mehr als 2 Millionen Platten allein im Jahr 1963.
Symphonische Balladen produzierte Spector für die Righteous Brothers. You’ve Lost That Lovin’ Feelin’ wurde zwischen August und November 1964 aufgenommen, Unchained Melody folgte am 2. März 1965; beide Aufnahmen gehören zu den wichtigsten Produktionen des Wall of Sound. Spectors Produktionsweise, aber auch die mitwirkende The Wrecking Crew, waren die Grundlage für den Wall of Sound. Es wurde nicht eine Aufnahme von Spector produziert, an der nicht mindestens ein Mitglied der Sessionmusiker anwesend war. Der Höreindruck jener Aufnahmen vermittelte den Musikkonsumenten eine Studiogröße, die in Wirklichkeit nicht vorhanden war. Studio A hatte die Ausmaße 7 × 10,60 Meter und 2,10 Meter hoch. Letzte Aufnahme des Wall of Sound unter Spector fand am 7. März 1966 mit Ike & Tina Turner und dem Titel River Deep – Mountain High statt. In einer 4 ½-stündigen Session überzeugt neben der Gesangsintensität von Tina Turner der Raumklang und die Sounddichte des Songs. Neben dem Kern der Wrecking Crew Barney Kessel/Glen Campbell (Gitarren), Leon Russell (Keyboards), Jim Horn (Saxophon), Carol Kaye (Bass) und Hal Blaine/Earl Palmer (Schlagzeug) waren noch 19 weitere Mitglieder zugegen. Der Song hatte eine bessere Platzierung in den internationalen Hitparaden verdient (US: Rang 88, Großbritannien: Rang 3); verantwortlich war das mangelnde Airplay.

## Berühmte Aufnahmen nach 1966
Einer der ersten Auftritte für Jimi Hendrix als Sessiongitarrist auf Schallplatte ist für Rosa Lee Brooks im Juni 1965 auf ihrer unbedeutenden Single My Diary / Utee (Revis 1013) in den Gold Star Studios endabgemischt worden („mastering“). Seine überhaupt ersten Aufnahmen machte Hendrix mit den Isley Brothers im Juni 1964.
Sonny & Cher nahmen hier ihre großen Hits I Got You Babe (7. Juni 1965 mit Warren Webb//Oboe) und The Beat Goes on (13. Dezember 1966 mit dem markanten Bass-Intro von Carol Kaye) auf. Seltener nutzten die Beach Boys die Studios. Erstmals betraten sie die Studios ab 8. Januar 1964 (Why do Fools Fall in Love). Ein Jahr später standen sie für Do You Wanna Dance (11. Januar 1965) vor den Mikrofonen. Insbesondere ihr Millionenseller Good Vibrations (zwischen dem 17. Februar 1966 und dem 21. September 1966 in 4 Tonstudios entstanden, darunter auch Gold Star im April 1966) entstand durch Mitwirkung der mittlerweile zur Instanz gewordenen Studios. Bobby Darin erneuerte seine Karriere mit Reason to Believe (19. Oktober 1966) und If I Were A Carpenter (15. August, 1. Oktober und 30. November 1966), Buffalo Springfield nahm hier ihre gleichnamige LP auf (April 1967). Die britische Rockband Who reiste eigens an, um die Endabmischung von I Can See For Miles hier durchführen zu lassen (im Mai 1967 entstand in den CBS Studios London das backing track, bei Talent Masters New York am 6./7. August 1967 der Gesang und bei Gold Star am 10. September 1967 die das final mix); auch Call Me Lightning entstand hier (28. Februar 1968). Hugh Masekela kam für den Instrumentalhit Grazing in the Grass (12. März 1968; #1 und Millionenseller).
Die Psychadelic-Rock-Formation Iron Butterfly ließ ihr Debüt-Album Heavy (Oktober 1967; veröffentlicht 22. Januar 1968) hier ebenso produzieren wie das legendäre Nachfolge-Album Inna Gada da Vida mit dem 17:05 Minuten dauernden Titelsong. Dieser entstand jedoch „one take“ am 27. Mai 1968 in den Ultrasonic Studios, Hempstead/NY, das Remix bei Gold Star. Die Joe-Cocker-LP Mad Dogs & Englishmen wurde – neben anderen Tonstudios – auch bei Gold Star am 17./27./28. März, 4. April und 23. Dezember 1970 aufgenommen. Die LP Our Times von Homestead & Wolfe wurde hier zwischen 1973 und 1975 aufgenommen („The Gold Star Tapes“) und erst 1975 veröffentlicht. Art Garfunkels erste Solo-LP Angel Clare entstand mit The Wrecking Crew (September 1973). Stanley Turrentines Jazz-LP Pieces of Dreams wurde teilweise hier am 30./31. Mai 1974 eingespielt. Leonard Cohen kam für sein Album Death of a Ladies’ Man (Juni–Juli 1977) in die Studios. Es folgten das Jazztrio Lou Levy für die LP A Touch of Class (18./19. Februar 1978), die Ramones für die LP End of the Century (produziert ab 1. Mai 1979 von Altmeister Phil Spector; veröffentlicht am 4. Februar 1980), die CH3 für die LP Fear of Life (Mai 1981 bis März 1982 bei Brian Elliott Recording aufgenommen, Endabmischung bei Gold Star) noch mit Stan Ross als Toningenieur.

## Ende der Studios
Die letzte Aufnahmesession fand im Februar 1984 mit Maurice Gibb für den Soundtrack A Breed Apart statt. Kurz danach wurden die inzwischen zur Legende gewordenen Studios geschlossen. In ihnen entstanden über 120 Top40-Hits. Zwischen 1950 und 1984 sammelten die Gold Star Studios mehr Recording Industry Association of America (RIAA) „Songs of the Century“ und Grammy Hall of Fame-Ernennungen als jedes andere unabhängige Studio in den USA. Stan Ross gestand, dass man mit Phil Spector nicht zusammenarbeitet, sondern man mit ihm zurechtkommen muss. Ein Feuer zerstörte die Studios nur wenig später, das Mobiliar konnte gerettet werden. Stan Ross verstarb im März 2011. Nicht zu verwechseln sind die Studios mit dem Gold Star Recording Studios von Bill Quinn, die im Oktober 1941 in Houston / Texas gegründet wurden.